# Plutarco Elías Calles

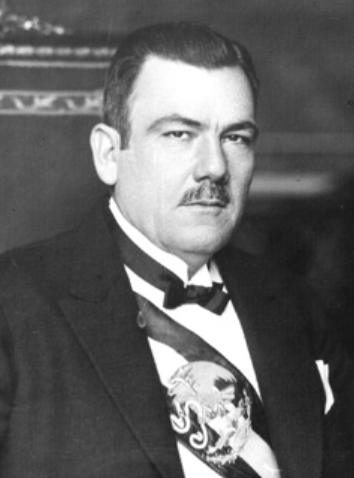
Plutarco Elías Calles

Tướng Plutarco Elías Calles (phát âm tiếng Tây Ban Nha: [plutarko eli.as kaʎes], ngày 25 tháng 9 năm 1877 - ngày 19 tháng 10 năm 1945) là một tướng và chính trị gia người Mêhicô. Ông là bộ trưởng nội thất mạnh mẽ dưới thời Tổng thống Álvaro Obregón, người đã chọn Calles làm người kế nhiệm ông. Chiến dịch Tổng thống năm 1924 Calles là chiến dịch tranh cử tổng thống đầu tiên trong lịch sử quốc gia, khi ông kêu gọi tái phân phối đất đai và cam kết công lý công bằng, giáo dục nhiều hơn, các quyền lao động bổ sung và quản trị dân chủ. Calles thực sự đã cố gắng hoàn thành lời hứa của mình trong suốt giai đoạn dân chủ (1924-26), nhưng bước vào giai đoạn chống văn thư (1926-28).
Sau khi rời khỏi chức vụ, ông tiếp tục giữ vị trí thống lĩnh từ năm 1928-1935, một thời kỳ được biết đến với cái tên vĩ đại nhất. Calles được chú ý nhiều nhất vì phản ứng dữ dội chống lại người Công giáo, dẫn đến chiến tranh Cristero, một cuộc nội chiến giữa quân nổi dậy Công giáo và các lực lượng chính phủ, và đã thành lập Partido Nacional Revolucionario (Đảng Cách mạng Quốc gia, hay PNR), sau đó trở thành Partido de la Revolución Mexicana (Đảng của Cách mạng Mexico, hoặc PRM), cuối cùng trở thành Đảng Cách mạng thể chế (PRI), điều hành Mexico từ năm 1929 đến năm 2000 theo ba tên khác nhau.